# Lista de reis do Daomé

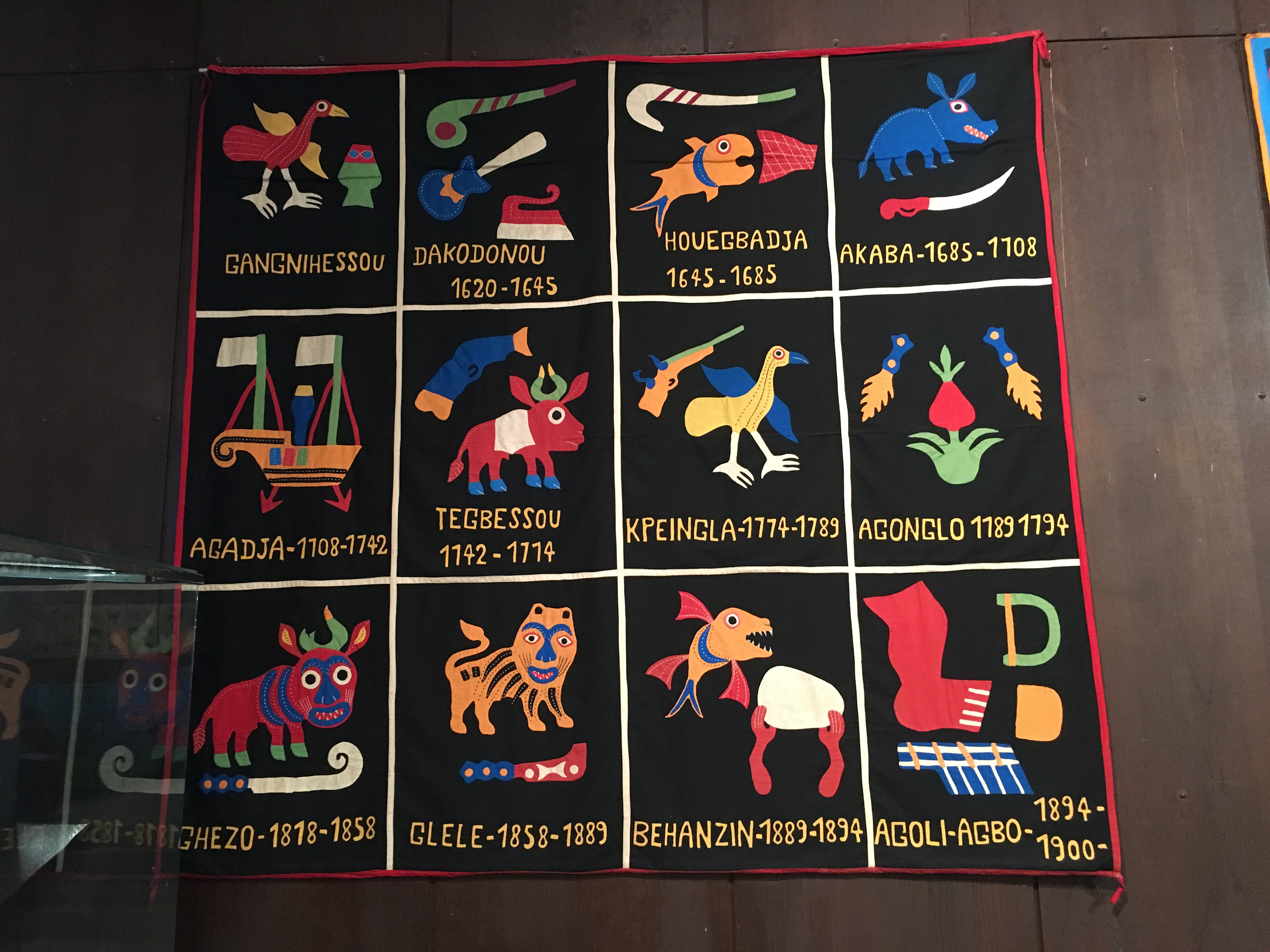
Tapeçaria representando vários reis de Daomé e seus anos de reinado.

O Rei do Daomé (arroçu na língua fon) era o governante do Reino do Daomé, na parte sul do atual Benin, que durou de 1600 até 1900, quando os franceses aboliram a autoridade política do Reino. Os governantes tiveram uma posição de destaque no culto aos ancestrais dos Fon, liderando a Costumes Anuais e essa importante posição fez com que os franceses trouxessem de volta o rei exilado do Daomé para fins cerimoniais em 1910. Desde 2000, tem havido pretendentes rivais como rei e até agora não houve solução política.  O palácio e sede do governo estavam na cidade de Abomei. A historiografia inicial do rei do Daomé apresentou-os como governantes absolutos que possuía formalmente todas as propriedades e pessoas do reino. No entanto, histórias recentes têm enfatizado que houve contestação política significativa, limitando o poder do rei e que havia uma governante feminina de Daomé, Arrambê, que foi em grande parte escrita a partir das primeiras histórias.

## Lista de Governantes do estadofonde Daomé
Dan-ho-mé, o reino edificado “no ventre de Dã."
(Datas em itálico indicam de facto continuação do mandato)
Arroçu = Rei
| Reinado                                        | Imagem | Titular                   | Título  | Notas |
| ---------------------------------------------- | ------ | ------------------------- | ------- | --- |
| Reino de Abomei                                |        |                           |         | |
| c.1600                                         |        | Rei Ganerreçu ou Do-Aklin | Líder   | |
| c. 1625 a 1645                                 |        | Dacodonu                  | Arroçu  | Fundador do reino de Abomei e responsável pela construção do palácio. |
| Reino de Daomé                                 |        |                           |         | |
| 1645 a 1685                                    |        | Uebajá ou Arrô            | Arroçu  | Na maioria dos relatos, o primeiro rei do Daomé. |
| 1685 a 1716                                    |        | Acabá                     | Arroçu  | |
| 1716 a 1718                                    |        | Arrambê                   | Regente | Arrambê governou Daomé por um curto período de tempo entre a morte de Acabá e o governo de Agajá. Argumenta-se que há evidências claras que sugerem que Arrambê governou por um período, mas não está claro se foi por três meses ou três anos. Ela não está incluída em nenhuma lista de Reis do Daomé. |
| 1718 a 1740                                    |        | Agajá                     | Arroçu  | |
| 1740 a 1774                                    |        | Tebessú                   | Arroçu  | |
| 1774 a 1789                                    |        | Penglá                    | Arroçu  | |
| 1789 a 1797                                    |        | Agonglô                   | Arroçu  | |
| 1797 a 1818                                    |        | Adazunam                  | Regente | Excluído em algumas listas. |
| 1818 a 1858                                    |        | Guezô                     | Arroçu  | |
| 1858 a 1889                                    |        | Glelê                     | Arroçu  | |
| 1889 a 1894                                    |        | Beanzim                   | Arroçu  | Último rei independente do Daomé, reinou durante a Primeira Guerra Franco-Daomeana (1890) e a Segunda Guerra Franco-Daomeia (1892 a 1894). |
| 1894 a 1900                                    |        | Agoliabô                  | Arroçu  | Nomeado para o cargo quando os franceses conquistaram Abomei. Derrota e a divisão pela França entre Abomei e Aladá. |
| Governantes cerimoniais                        |        |                           |         | |
| 1900 a 1940                                    |        | Agoliabô                  | Arroçu  | Foi para o exílio e reinou com restrições dos franceses. Anexação do território pela França. |
| 1940 a 1948                                    |        | Aidodô                    | Arroçu  | |
| 1948 a 1983                                    |        | Toni-Arruçu               | Arroçu  | |
| 1986 a 1989                                    |        | José Langanfin            | Arroçu  | |
| 30 de setembro de 1989 a julho de 2018         |        | Agoliabô Dejalani         | Arroçu  | Desde 2000, Huedoni Beanzim tinha feito uma reivindicação à posição de rei. Após a morte de Agoliabô Dejalani, não houve rei titular do Daomé por 8 meses. |
| 22 de janeiro de 2000 a 30 de dezembro de 2012 |        | Huedoni Beanzim           | Arroçu  | Rival de Agoliabô Dejalani para a posição de rei. |
| 12 de janeiro de 2019 a 17 de dezembro de 2021 |        | Dá Sabaju Glelê           | Arroçu  | Eleito pelos nobres de Daomé. |
| Desde 22 de janeiro de 22 até atualmente       |        | Jorge Collinet Beanzim    |         | |